# Grand Prix Júnior de Patinação Artística no Gelo de 2016–17
O Grand Prix Júnior de Patinação Artística no Gelo de 2016–17 foi a décima nona temporada do Grand Prix ISU Júnior, uma série de competições de nível júnior de patinação artística no gelo disputada na temporada 2016–17. São distribuídas medalhas em quatro disciplinas, individual masculino e individual feminino, duplas e dança no gelo. Os patinadores ganham pontos com base na sua posição em cada evento e os seis primeiros de cada disciplina são qualificados para competir na final do Grand Prix Júnior, realizada em Barcelona, Espanha.
A competição é organizada pela União Internacional de Patinação (em inglês:  International Skating Union), a série Grand Prix começou em 24 de agosto e continuaram até 11 dezembro de 2016.

## Calendário
| #     | Evento                                   | Localização                     | Data                 | Notas                       | Ref   |
| ----- | ---------------------------------------- | ------------------------------- | -------------------- | --------------------------- | ----- |
| 1     | Grand Prix Júnior de St. Gervais de 2016 | Saint-Gervais-les-Bains, França | 24–28 de agosto      | Não houve disputa de duplas | [ 1 ] |
| 2     | Czech Skate de 2016                      | Ostrava, República Tcheca       | 31 de ago.–4 de set. |                             | [ 2 ] |
| 3     | Grand Prix Júnior de Yokohama de 2016    | Yokohama, Japão                 | 7–11 de setembro     | Não houve disputa de duplas | [ 3 ] |
| 4     | Cup of Mordovia de 2016                  | Saransk, Rússia                 | 14–18 de setembro    |                             | [ 4 ] |
| 5     | Ljubljana Cup de 2016                    | Liubliana, Eslovênia            | 21–25 de setembro    | Não houve disputa de duplas | [ 5 ] |
| 6     | Tallinn Cup de 2016                      | Tallinn, Estônia                | 28 de set.–2 de out. |                             | [ 6 ] |
| 7     | Blue Swords de 2016                      | Dresden, Alemanha               | 5–9 de outubro       |                             | [ 7 ] |
| Final | Final do Grand Prix Júnior de 2016–17    | Marselha, França                | 8–11 de dezembro     | Junto com a final sênior    | [ 8 ] |

## Medalhistas

### Grand Prix Júnior de St. Gervais
| Evento                        | Ouro                                         | Prata                                                     | Bronze                                        |
| Individual masculino detalhes | Roman Savosin · Rússia                       | Ilia Skirda · Rússia                                      | Koshiro Shimada · Japão                       |
| Individual feminino detalhes  | Alina Zagitova · Rússia                      | Kaori Sakamoto · Japão                                    | Rin Nitaya · Japão                            |
| Dança no gelo detalhes        | Angélique Abachkina · Louis Thauron · França | Christina Carreira · Anthony Ponomarenko · Estados Unidos | Sofia Polishchuk · Alexander Vakhnov · Rússia |

### Czech Skate
| Evento                        | Ouro                                                 | Prata                                                | Bronze                                       |
| Individual masculino detalhes | Dmitri Aliev · Rússia                                | Alexei Krasnozhon · Estados Unidos                   | Roman Savosin · Rússia                       |
| Individual feminino detalhes  | Anastasiia Gubanova · Rússia                         | Rika Kihira · Japão                                  | Alisa Lozko · Rússia                         |
| Duplas detalhes               | Anna Dušková · Martin Bidař · República Tcheca       | Amina Atakhanova · Ilia Spiridonov · Rússia          | Chelsea Liu · Brian Johnson · Estados Unidos |
| Dança no gelo detalhes        | Lorraine McNamara · Quinn Carpenter · Estados Unidos | Nicole Kuzmich · Alexandr Sinicyn · República Tcheca | Arina Ushakova · Maxim Nekrasov · Rússia     |

### Grand Prix Júnior de Yokohama
| Evento                        | Ouro                                              | Prata                                           | Bronze                                       |
| Individual masculino detalhes | Cha Jun-hwan · Coreia do Sul                      | Vincent Zhou · Estados Unidos                   | Alexey Erokhov · Rússia                      |
| Individual feminino detalhes  | Kaori Sakamoto · Japão                            | Marin Honda · Japão                             | Mako Yamashita · Japão                       |
| Dança no gelo detalhes        | Rachel Parsons · Michael Parsons · Estados Unidos | Anastasia Shpilevaya · Grigory Smirnov · Rússia | Angélique Abachkina · Louis Thauron · França |

### Cup of Mordovia
| Evento                        | Ouro                                           | Prata                                                     | Bronze                                     |
| Individual masculino detalhes | Alexander Samarin · Rússia                     | Andrew Torgashev · Estados Unidos                         | Matyáš Bělohradský · República Tcheca      |
| Individual feminino detalhes  | Polina Tsurskaya · Rússia                      | Stanislava Konstantinova · Rússia                         | Elizaveta Nugumanova · Rússia              |
| Duplas detalhes               | Anastasia Mishina · Vladislav Mirzoev · Rússia | Aleksandra Boikova · Dmitrii Kozlovskii · Rússia          | Ekaterina Borisova · Dmitry Sopot · Rússia |
| Dança no gelo detalhes        | Alla Loboda · Pavel Drozd · Rússia             | Christina Carreira · Anthony Ponomarenko · Estados Unidos | Sofia Shevchenko · Igor Eremenko · Rússia  |

### Ljubljana Cup
| Evento                        | Ouro                                                 | Prata                                         | Bronze                                        |
| Individual masculino detalhes | Alexei Krasnozhon · Estados Unidos                   | Ilia Skirda · Rússia                          | Kazuki Tomono · Japão                         |
| Individual feminino detalhes  | Rika Kihira · Japão                                  | Marin Honda · Japão                           | Alina Zagitova · Rússia                       |
| Dança no gelo detalhes        | Lorraine McNamara · Quinn Carpenter · Estados Unidos | Sofia Polishchuk · Alexander Vakhnov · Rússia | Anastasia Skoptsova · Kirill Aleshin · Rússia |

### Tallinn Cup
| Evento                        | Ouro                                                   | Prata                                         | Bronze                                     |
| Individual masculino detalhes | Alexander Samarin · Rússia                             | Roman Sadovsky · Canadá                       | Vincent Zhou · Estados Unidos              |
| Individual feminino detalhes  | Polina Tsurskaya · Rússia                              | Elizaveta Nugumanova · Rússia                 | Mako Yamashita · Japão                     |
| Dança no gelo detalhes        | Ekaterina Alexandrovskaya · Harley Windsor · Austrália | Alina Ustimkina · Nikita Volodin · Rússia     | Ekaterina Borisova · Dmitry Sopot · Rússia |
| Dança no gelo detalhes        | Alla Loboda · Pavel Drozd · Rússia                     | Anastasia Skoptsova · Kirill Aleshin · Rússia | Chloe Lewis · Logan Bye · Estados Unidos   |

### Blue Swords
| Evento                        | Ouro                                              | Prata                                           | Bronze                                    |
| Individual masculino detalhes | Cha Jun-hwan · Coreia do Sul                      | Conrad Orzel · Canadá                           | Mitsuki Sumoto · Japão                    |
| Individual feminino detalhes  | Anastasiia Gubanova · Rússia                      | Yuna Shiraiwa · Japão                           | Lim Eun-soo · Coreia do Sul               |
| Dança no gelo detalhes        | Anastasia Mishina · Vladislav Mirzoev · Rússia    | Anna Dušková · Martin Bidař · República Tcheca  | Alina Ustimkina · Nikita Volodin · Rússia |
| Dança no gelo detalhes        | Rachel Parsons · Michael Parsons · Estados Unidos | Anastasia Shpilevaya · Grigory Smirnov · Rússia | Arina Ushakova · Maxim Nekrasov · Rússia  |

### Final do Grand Prix Júnior
| Evento                        | Ouro                                              | Prata                                          | Bronze                                               |
| Individual masculino detalhes | Dmitri Aliev · Rússia                             | Alexander Samarin · Rússia                     | Cha Jun-hwan · Coreia do Sul                         |
| Individual feminino detalhes  | Alina Zagitova · Rússia                           | Anastasiia Gubanova · Rússia                   | Kaori Sakamoto · Japão                               |
| Duplas detalhes               | Anastasia Mishina · Vladislav Mirzoev · Rússia    | Anna Dušková · Martin Bidař · República Tcheca | Aleksandra Boikova · Dmitrii Kozlovskii · Rússia     |
| Dança no gelo detalhes        | Rachel Parsons · Michael Parsons · Estados Unidos | Alla Loboda · Pavel Drozd · Rússia             | Lorraine McNamara · Quinn Carpenter · Estados Unidos |

## Classificação para a Final do Grand Prix Júnior
Cada patinador pontua dependendo da posição obtida, somando as duas melhores pontuações. Os seis melhores se classificam para disputa da final. A pontuação por eventos é a seguinte:
| Pos. | Pontos (Individuais/Dança) | Pontos (Duplas) |
| ---- | -------------------------- | --------------- |
| 1º   | 15                         | 15              |
| 2º   | 13                         | 13              |
| 3º   | 11                         | 11              |
| 4º   | 9                          | 9               |
| 5º   | 7                          | 7               |
| 6º   | 5                          | 5               |
| 7º   | 4                          | 4               |
| 8º   | 3                          | 3               |
| 9º   | 2                          | –               |
| 10º  | 1                          | –               |

### Classificados
|             | Masculino             | Feminino                     | Duplas                                         | Dança no gelo                                |
| ----------- | --------------------- | ---------------------------- | ---------------------------------------------- | -------------------------------------------- |
| 1           | RUS Alexander Samarin | RUS Anastasiia Gubanova      | RUS Anastasia Mishina / Vladislav Mirzoev      | RUS Alla Loboda / Pavel Drozd                |
| 2           | KOR Cha Jun-hwan      | RUS Polina Tsurskaya         | CZE Anna Dušková / Martin Bidař                | USA Rachel Parsons / Michael Parsons         |
| 3           | USA Alexei Krasnozhon | JPN Rika Kihira              | RUS Alina Ustimkina / Nikita Volodin           | USA Lorraine McNamara / Quinn Carpenter      |
| 4           | RUS Roman Savosin     | JPN Kaori Sakamoto           | RUS Amina Atakhanova / Ilia Spiridonov         | FRA Angélique Abachkina / Louis Thauron      |
| 5           | RUS Ilia Skirda       | RUS Alina Zagitova           | RUS Aleksandra Boikova / Dmitrii Kozlovskii    | USA Christina Carreira / Anthony Ponomarenko |
| 6           | RUS Dmitri Aliev      | JPN Marin Honda              | RUS Ekaterina Borisova / Dmitry Sopot          | RUS Anastasia Shpilevaya / Grigory Smirnov   |
| Substitutos |                       |                              |                                                |                                              |
| 1º          | USA Vincent Zhou      | RUS Elizaveta Nugumanova     | AUS Ekaterina Alexandrovskaya / Harley Windsor | RUS Anastasia Skoptcova / Kirill Aleshin     |
| 2º          | USA Andrew Torgashev  | RUS Stanislava Konstantinova | USA Chelsea Liu / Brian Johnson                | RUS Sofia Polishchuk / Alexander Vakhnov     |
| 3º          | CAN Roman Sadovsky    | JPN Yuna Shiraiwa            | CAN Lori-Ann Matte / Thierry Ferland           | CZE Nicole Kuzmich / Alexandr Sinicyn        |

## Quadro de medalhas
| Ordem | País             | Medalha de ouro | Medalha de prata | Medalha de bronze |    | Ordem por total |
| ----- | ---------------- | --------------- | ---------------- | ----------------- | -- | --------------- |
| 1     | Rússia           | 16              | 14               | 14                | 44 | 1               |
| 2     | Estados Unidos   | 6               | 5                | 4                 | 15 | 2               |
| 3     | Japão            | 2               | 5                | 7                 | 14 | 3               |
| 4     | Coreia do Sul    | 2               |                  | 2                 | 4  | 5               |
| 5     | República Tcheca | 1               | 3                | 1                 | 5  | 4               |
| 6     | França           | 1               |                  | 1                 | 2  | 6               |
| 7     | Austrália        | 1               |                  |                   | 1  | 8               |
| 8     | Canadá           |                 | 2                |                   | 2  | 6               |
| TOTAL | TOTAL            | 29              | 29               | 29                | 87 | —               |